# Національна комісія зі стандартів державної мови
Національна комісія зі стандартів державної мови — центральний орган виконавчої влади зі спеціальним статусом, діяльність якого спрямовує та координує Кабінет Міністрів України через міністра, який очолює центральний орган виконавчої влади у сфері освіти й науки.

## Загальна інформація
Національна комісія зі стандартів державної мови (далі — Комісія)[калька з джерела] здійснює опрацювання та утвердження стандартів української мови як державної.
Завданням Комісії є збереження та розвиток державної мови через встановлення стандартів державної мови і методів перевіряння рівня володіння державною мовою, необхідного для набуття громадянства чи зайняття визначених законами посад.
31 липня 2024 року Національною комісією зі стандартів державної мови було схвалено перший мовний Стандарт «Українська мова як іноземна. Рівні загального володіння А1-С2».
Комісія відповідно до покладених на неї завдань:
1. Напрацьовує з урахуванням пропозицій та висновків Інституту української мови Національної академії наук України, інших наукових та освітніх установ і затверджує стандарти державної мови, зокрема: правопис української мови та зміни до нього; українську термінологію, зокрема правничу та медичну; стандарти транскрибування і транслітерації.
2. Розробляє і затверджує Класифікацію рівнів володіння державною мовою з урахуванням рекомендацій Ради Європи з мовної освіти (CEFR).
3. Визначає і затверджує вимоги до рівнів володіння державною мовою для набуття громадянства України.
4. Встановлює і затверджує вимоги до рівнів володіння державною мовою особами, визначеними статтею 9 Закону України «Про забезпечення функціонування української мови як державної».
5. Затверджує порядок перевірки рівня володіння державною мовою.
6. Розробляє та подає у встановленому законом порядку на розгляд Кабінету Міністрів України проєкт Порядку проведення іспитів з метою перевірки рівня володіння державною мовою[2].
7. Затверджує завдання для проведення іспиту на рівень володіння державною мовою.
8. Організовує та проводить іспити для визначення рівня володіння державною мовою або призначає спеціально уповноважені державою установи (організації), які проводять іспити. Комісія своїм рішенням може делегувати повноваження з проведення іспиту на рівень володіння державною мовою та/або з перевірки та оцінювання результатів іспиту спеціально уповноваженій державою установі (організації), що проводить зовнішнє незалежне оцінювання відповідно до Закону України Про освіту.
9. Затверджує порядок оскарження результатів іспиту та розгляду скарг.
10. Затверджує форму державного сертифіката про рівень володіння державною мовою.
11. Видає державні сертифікати про рівень володіння державною мовою.
12. Розробляє та подає у встановленому законом порядку на розгляд і затвердження Кабінету Міністрів України порядок ведення Реєстру державних сертифікатів про рівень володіння державною мовою.
13. Веде Реєстр державних сертифікатів про рівень володіння державною мовою та є його адміністратором.
14. Встановлює порядок видачі засвідчених копій виконаних іспитових робіт.
15. Подає в установленому законом порядку Кабінетові Міністрів України пропозиції щодо внесення змін до законодавства, пов'язані із забезпеченням дотримання стандартів державної мови.
16. Приймає з підстав, визначених Законом України «Про забезпечення функціонування української мови як державної», рішення про подання позову до суду щодо анулювання державного сертифіката про рівень володіння державною мовою.
17. Здійснює інші повноваження, визначені Законом України «Про забезпечення функціонування української мови як державної».

Повноваження Комісії визначає Закон України «Про забезпечення функціонування української мови як державної», а також Постанова Кабінету Міністрів України від 6 листопада 2019 року № 911 «Деякі питання Національної комісії зі стандартів державної мови».

## Склад Комісії
Станом на 1 вересня 2024 року до складу Комісії входять:
- Чернобров Юлія Анатоліївна — голова Комісії (з 5 жовтня 2023 року), кандидат філологічних наук із спеціальності «українська мова»[5].
- Мирончук Олександр Якович — заступник Голови Комісії, кандидат філологічних наук із спеціальності «українська мова», доцент, професор[6][7].
- Гриценко Ольга Вікторівна — член Комісії, кандидат філологічних наук із спеціальності «українська мова», доцент[8][9].
- Ковтунець Оксана Степанівна — член Комісії, кандидат філологічних наук[10][11].
- Мазур Наталія Василівна — член Комісії, кандидат філологічних наук із спеціальності «українська мова», доцент[12].
- Мазурик Данута Володимирівна — член Комісії, кандидат філологічних наук із спеціальності «українська мова», доцент[13].
- Мозгунов Володимир Володимирович — член Комісії, кандидат філологічних наук із спеціальності «українська мова», доцент[14][15].
- Новікова Ольга Олександрівна — член Комісії, доктор філологічних наук, професор[16][17].
- Пономаренко Катерина Вікторівна — член Комісії, кандидат філологічних наук із спеціальності «українська мова», доцент[18][19].

### Історія
До першого складу Національної комісії зі стандартів державної мови, згідно з розпорядженням Кабінету Міністрів України від 21 серпня 2019 року № 655-р, увійшли 9 осіб:
- Демська Орися Мар'янівна — доктор філологічних наук із спеціальності «українська мова», професор, перша голова Комісії[21];
- (-) Коломієць Лада Володимирівна — доктор філологічних наук із спеціальності «перекладознавство», професор;
- (-) Кравченко Людмила Олександрівна — кандидат філологічних наук із спеціальності «українська мова», доцент[22];
- Мазур Наталія Василівна — кандидат філологічних наук із спеціальності «українська мова», доцент;[23]
- Мазурик Данута Володимирівна — кандидат філологічних наук із спеціальності «українська мова», доцент[24];
- Мирончук Олександр Якович — кандидат філологічних наук із спеціальності «українська мова», доцент[25];
- Мозгунов Володимир Володимирович — кандидат філологічних наук із спеціальності «українська мова», доцент[26];
- (-) Труш Олена Миколаївна — кандидат філологічних наук із спеціальності «українська мова», доцент;
- Чернобров Юлія Анатоліївна — кандидат філологічних наук із спеціальності «українська мова»[27].

Також до складу Національної комісії зі стандартів державної мови входили: З 26 лютого 2020 року до 10 червня 2022 року:
- Шевчук-Клюжева Ольга Василівна[28][29].

З 9 грудня 2020 року до 20 грудня 2022 року:
- Данилюк Ілля Григорович[30][31].

З 21 червня 2022 року до 13 червня 2023 року:
- Коляденко Олена Олександрівна[32][33]

## Іспит на рівень володіння державною мовою
Порядок проведення іспиту.
Норми Закону, що визначають необхідність складання іспиту для виконання службових обов'язків, а також набуття громадянства, почали діяти з 16 липня 2021 року (статті 7 та 11).
Закон визначає перелік осіб, які зобов'язані складати іспит і отримати державний сертифікат, як і тих, що можуть підтвердити рівень володіння державною мовою освітнім документом без необхідності іспиту. Про це йдеться у статтях 9 і 10 Закону.
Підготовку, організацію і проведення іспиту покладено на Національну комісію зі стандартів державної мови — центральний орган виконавчої влади зі спеціальними повноваженнями. Комісія розробила проєкт Порядку проведення іспиту. Затверджено Вимоги до рівнів володіння українською мовою як державною, обов'язкові для виконання посадових обов'язків та набуття громадянства, з урахуванням рекомендацій Ради Європи з мовної освіти (CEFR).
Комісія може делегувати повноваження з проведення іспиту та/або з перевірки та оцінювання результатів іспиту спеціально уповноваженій державою установі (організації), що проводить зовнішнє незалежне оцінювання відповідно до Закону України «Про освіту».
Процедура проведення іспиту (стаття 48 Закону).
Концепція процедури іспиту враховує як виклики COVID-пандемії, так і процеси системної цифровізації держави та рух до інклюзивності. Об'єктивність іспиту забезпечується завчасною публікацією інформації про програми, строки та порядок проведення іспитів, дотриманням єдиних вимог до процедури його проведення, підбором завдань, незалежністю іспитових комісій, єдиними критеріями оцінювання. Такий підхід забезпечить гнучкість процедури іспиту та рівний доступ усіх громадян, а також осіб, які мають намір набути громадянство України.
Завдання для іспиту затверджує Національна комісія зі стандартів державної мови. Претенденти заздалегідь реєструються на іспит в електронному кабінеті, обирають місце, дату та час складання іспиту. У день іспиту претенденти приходять до уповноважених установ із документом, що посвідчує особу, проходять інструктаж стосовно процедури проведення іспиту.
Складення іспиту  передбачає виконання усних та письмових завдань. Письмова частина передбачає виконання тестових завдань та написання тексту, усна — бесіду з екзаменатором. Загальні результати іспиту формуються за результатами кожної з частин іспиту і відображаються у підсумковому протоколі. Особа, яка склала іспит, має право ознайомитися зі своєю іспитовою роботою після її перевірки та отримати засвідчену копію цієї роботи. Результати іспиту встановлюються не пізніше 15 календарних днів від дати складення іспиту. Результати іспиту можуть бути оскаржені.
Державний сертифікат про володіння державною мовою.
За результатами складення іспиту Комісія видає особі державний сертифікат про володіння державною мовою на одному з рівнів, визначених статтею 11 Закону.
Запис про видачу державного сертифіката заноситься Комісією до Реєстру державних сертифікатів не пізніше наступного дня після встановлення результатів іспиту. Державний сертифікат вважається виданим у момент внесення до Реєстру відповідного запису. Державний сертифікат діє безстроково.
З метою отримання державного сертифіката вперше або підвищення підтвердженого рівня володіння державною мовою особа може повторно складати іспит необмежену кількість разів, але не частіше одного разу на чотири місяці.
Державний сертифікат може бути анульованим за рішенням суду, прийнятим за позовом Національної комісії зі стандартів державної мови. Підставою для анулювання державного сертифіката є допущені під час складення іспиту порушення за умови, що ці порушення мали істотний характер і призвели до прийняття неправильного по суті рішення про видачу державного сертифіката.